# Промисловість Полтавської області

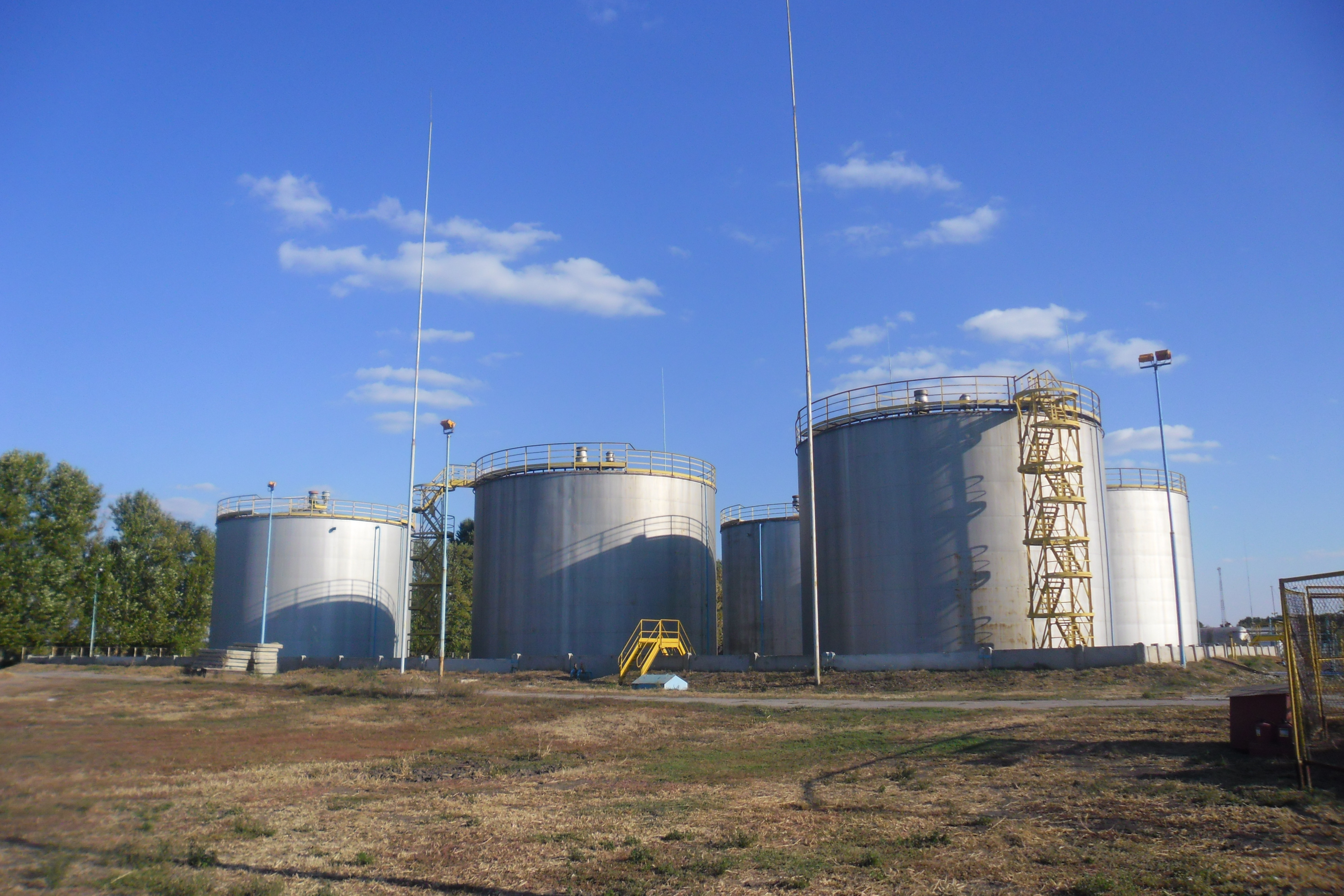
Газовий промисел. Резервуарний парк. Полтавська область.

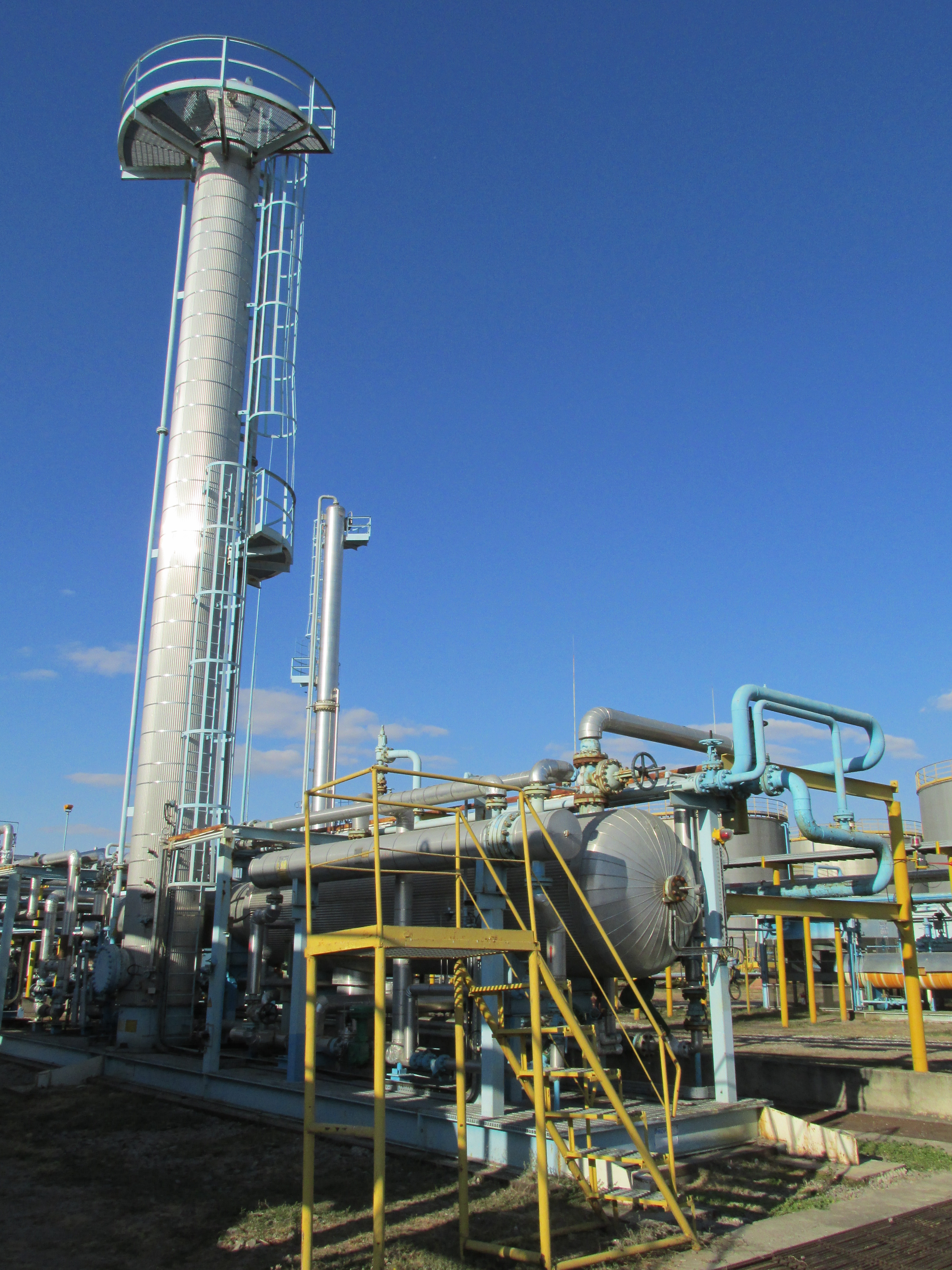
Газовий промисел. Полтавська область.

Полтавська область належить до областей України з середнім рівнем розвитку промислового виробництва. Більшість галузей промисловості області — нові, виникли в 50-х — 60-х роках:
- нафто- і газовидобувна
- залізорудна
- чорна металургія
- нафтопереробна
- автомобільна
- верстатобудівна
- електротехнічна
- виробництво технологічного устаткування для хімічної, харчової і легкої промисловості

Основні товари, які експортувала Полтавщина у 2012 році, це — залізничні вагони, залізорудні , обладнання і механічні пристрої, парафін нафтовий твердий, скраплений газ, сигарети, технічний вуглець. Збільшився експорт спреду солодко-вершкового та сирних продуктів. За 2012 рік у 4,3 раза (у порівнянні з відповідним періодом минулого року) збільшився експорт до Казахстану. В той самий час скоротилися обсяги поставок до Росії, Австрії, Чехії, Грузії, Туреччини, Сербії та Італії. Разом з тим, спостерігається збільшення поставок до Білорусі, Словаччини, Естонії, Латвії, Азербайджану, Литви, Туркменістану, Ірану, Таджикистану і Польщі. Всього у 2012 році вантажі експортувалися до 76 країн світу.

## Паливно-енергетичний комплекс
Паливно-енергетичний комплекс Полтавської області відіграє важливу роль у розвитку та функціонуванні її суспільного господарства. Виробництво продукції комплексу становить 56 % загального обсягу промислової продукції області. В області діє 26 нафтових родовищ, балансові запаси в яких становлять 23 859 тис. т (18 % в Україні), а позабалансові — 46 207 тис. т (65 % в Україні). Полтавська нафта високоякісна: в її складі до 55 % світлих нафтопродуктів, мало сірки. В супутніх газах майже 70 % пропано-бутанових легкозаймистих фракцій, у зв'язку з чим вони є цінною сировиною для хімічної промисловості.
Деяка кількість видобутої в області нафти і газового конденсату нафтопроводом і залізницею направляється на АТ відкритого типу «Кременчукнафтаоргсинтез», яке виробляє близько 70 видів нафтопродуктів. За обсягом продукції це одне з найбільших підприємств Полтавщини і другий за потужністю нафтопереробний завод України. Крім того, у 2006 р. в області працювало 17 підприємств з видобутку паливно-енергетичних матеріалів, 19 з виробництва продуктів нафтопереробки. Слід зазначити, що з 2001 р. починає спостерігатись збільшення обсягів продукції даної галузі.
Середньорічний видобуток нафти в Полтавській області становить понад 220 тис. т. Серед найбільших родовищ нафти виділяють Кибинцівське (Миргородський район) та Решетняківське (Новосанжарський район).
Запаси вільного газу в Полтавській області зосереджені в межах 64 родовищ (з 261 по Україні), балансові запаси в яких становлять 475 766 млн м? (44 % від загальноукраїнських), а позабалансові 4 077 млн м3 (85 %).
Середньорічний видобуток газу в Полтавській області становить 6 700 млн м3.
Основні запаси та видобуток вільного газу в Полтавській області припадає на 20 родовищ, балансові запаси яких становлять 4 312 млн м3 (13,3 % від загальноукраїнських), а позабалансові — 3 687 млн м3 (37 % від загальноукраїнських). Найголовнішими родовищами вільного газу в Полтавській області є:
- Машівське
- Опішнянське
- Котелевське
- Розпашнівське
- Яблунівське
- Абазівське
- Матвіївське
- Рудівсько-Заводське
- Західно-Хрестищенське

Вони входять в двадцятку найбільших по Україні. Частка області у видобутку газу в Україні в 2006 р. склала 38 %.
Частина полтавського газу використовується для побутових потреб в Кременчуцькому, Новосанжарському, Карлівському районах. Поряд з тим, більша частина газу надходить в газопроводи системи «Укргазпром» і транспортується за межі області.
До підприємств, що надають послуги у галузі буріння, нафто- та газовидобування, зокрема, належать: АТ «БУКРОС»; НГВУ «Полтаванафтогаз»; ГПУ «Полтавагазвидобування»; ГПУ «Шебелинкагазвидобування»; ЗАТ «Пласт»; ВАТ «Укрнафта»; Полтавське відділення тампонажних робіт; Бурове управління «Укрбургаз»; ВУБР «Укрбургаз»; Національна акціонерна компанія «Нафтогаз України»; ДП «ЧНГГ»; Полтавський нафтовий геологорозвідувальний технікум, Полтавський національний технічний університет імені Юрія Кондратюка та ін.

## Електроенергетика
Питома вага електроенергетики у загальному виробництві промислової продукції області має стійку тенденцію до зростання (1970 р. — 0,6 %, 2002 р. — 6,2 %, 2006 р. — 6,4 %). Поряд з тим в області в середньому за рік виробляється лише 0,5 % електроенергії України, причому на душу населення в області виробляється електроенергії у 7 разів менше, ніж у середньому в Україні.
На території області діє понад 77 електростанцій та електроустановок різної потужності. 99,6 % виробництва електроенергії припадає на теплові електростанції (1407,1 млн кВт. год. — 2006 р.). Найпотужніша ГЕС в області — Кременчуцька ГЕС, що належить до енергосистеми «Харківенерго». Всі інші електростанції області призначені для постачання електроенергії місцевим виробництвам. Поряд з тим, суспільно-господарський комплекс Полтавщини, задовольняє свої потреби в електроенергії за рахунок власного виробництва лише на 20—22 %, решта енергії надходить з електростанцій інших областей України та Росії.

## Металургійний комплекс
Металургійний комплекс області представлений Полтавським ГЗК, Єристівським ГЗК та сталеливарними цехами машинобудівних заводів міст Кременчука, Полтави, Горішніх Плавнів, Лубен. В структурі промислового виробництва Полтавщини частка чорної металургії та гірничорудної промисловості в 2006 р. становила 9,6 %. Всього в області діє 96 підприємств металургійного виробництва та виробництва готових металевих виробів.
Сировинною базою Полтавського гірничо-збагачувального комбінату нині є Горішньо-Плавнинське та Лавриківське родовища залізних кварцитів Кременчуцького залізорудного району.
За обсягом виробництва гірничої маси в кар'єрі, за переробкою сировини, споживанням ресурсів та обсягом кінцевої продукції Полтавський ГЗК відноситься до найбільших гірничорудних підприємств України. Зараз на підприємстві працює понад 10 000 осіб. Перспективи розвитку комбінату пов'язані, головним чином, зі значним підвищенням комплексності виробництва, диверсифікацією, розширенням асортименту продукції.

## Машинобудування
Розвиток машинобудування області обумовлюється рівнем розвитку продуктивних сил, а також природно-географічним та соціально-економічним факторами. Машинобудування і металообробка за вартістю промислової продукції займає 3-тє місце в обласному промисловому комплексі. Виробництво машин та устаткування представлено 131 підприємством, виробництво електричного та електронного устаткування — 112 підприємствами, виробництво транспортних засобів устаткування 21 підприємством. Частка машинобудування та металообробки в структурі промислового виробництва Полтавщини становить 13,9 % (2006 р.).
Розвитку машинобудування і металообробки в області сприяла близькість виробництва металу (індустріальне Придніпров'я) і великих промислових міст (Київ, Харків), вигідні шляхи збуту готової продукції, а також тісні зв'язки з сусідніми вузлами і центрами на основі кооперування, забезпеченість трудовими ресурсами.
Найбільша галузь машинобудування Полтавщини — транспортне машинобудування, на яке припадає 15 % обсягу промислової продукції області та понад 50 % продукції машинобудування. Найстаріша галузь транспортного машинобудування — вагонобудування, яке почало розвиватись на Полтавщині ще до 1917 році (в Крюкові). Зараз в області діє ряд підприємств транспортного машинобудування:
- Полтавське відкрите АТ «Тепловозоремонтний завод»
- «Кременчуцький автоскладальний завод»
- холдингова компанія «АвтоКРАЗ»
- Кременчуцьке відкрите АТ «Колісний завод»
- Публічне акціонерне товариство «Полтавський автоагрегатний завод».

Енергетичне машинобудування області представлене Полтавським відкритим АТ «Турбомеханічний завод», яке виробляє турбіни для електростанцій, компресори для тепловозів і електровозів, компресорні станції для електростанцій та інших підприємств. Серед підприємств галузі слід відзначити і відкрите АТ «Промсантехніка» у м. Комсомольську, що випускає котли та запчастини до них.
До електротехнічного машинобудування належать: «Полтавський завод газорозрядних ламп», що випускає люмінесцентні, дугові, ртутно-кварцові та натрієві лампи і стартери, а також завод «Електромотор», що спеціалізується на випуску електродвигунів різних марок.
Верстатобудування, приладобудування і виробництво інструментів зосереджено у великих, середніх і малих містах області (Лубенське АТ «Шліфверст», Полтавський дослідний ливарно-механічний завод, Полтавський завод штучних алмазів, Полтавське орендне підприємство «Інструмент», Лохвицький приладобудівний завод (м. Заводське).
Сільськогосподарське машинобудування на Полтавщині розвинуте досить слабо. До нього відноситься Галещинський машинобудівний завод обладнання для тваринницьких ферм та Пирятинський ливарно-механічний завод, що виробляє устаткування для тваринництва і кормовиробництва.
Машинобудування для хімічної промисловості спеціалізується на виробництві устаткування для хімічної, харчової, медичної, мікробіологічної та комбікормової промисловості (АТ «Полтаваемальхіммаш»).
Виробництво машин і устаткування для легкої і харчової промисловості в області досить розвинуте. Сюди належать: єдине в Україні підприємство по випуску промислових машин для зшивання хутра, джутових і паперових мішків, вишивання, розкрою матеріалу (завод «Легмаш»); Полтавське АТ «Полтавський машинобудівний завод», Хорольський механічний завод, відкрите АТ «Карлівський машинобудівний завод», Лубенський машинобудівний завод з випуску елеваторного обладнання та технологічного устаткування для крупо- і комбікормових заводів, млинів.
Будівельне і шляхове машинобудування представлено АТ «Кременчуцькі шляхові машини», що випускає: автоматизовані змішувачі для приготування асфальтобетону, котки для ущільнення ґрунту, автогудронатори та інші дорожні машини.
Виходячи з вище сказаного, слід зазначити, що машинобудування відіграє велику роль у територіальному поділі праці, активно впливаючи на формування функціональної структури адміністративних районів Полтавської області. Спеціалізація і кооперування машинобудівних підприємств сприяє концентрації виробництва та створенню промислових районів і вузлів. Осередками машинобудівних підприємств є Кременчук (63 підприємства), Полтава (114), Комсомольськ (18) і Лубни (14). В інших містах виробничі та економічні зв'язки між підприємствами машинобудування досить обмежені. В результаті цього, на Полтавщині виділяють лише два машинобудівні вузли — Кременчуцький і Полтавський. Третім осередком машинобудування виступають Лубенський та Комсомольський багатогалузеві машинобудівні центри. Інші елементи територіальної структури галузі — машинобудівні пункти: Карлівський, Миргородський, Пирятинський, Хорольський, Заводський, Гадяцький.

## Хімічна та нафтохімічна промисловість
Хімічна та нафтохімічна промисловість поки що не посідають значного місця в промисловому комплексі Полтавщини, хоча в 2006 році в області діяло 71 підприємство даної галузі, причому обсяг промислової продукції з 2000 до 2006 року збільшився в 2 рази. Серед найбільших підприємств галузі: АТ відкритого типу «Кременчуцький завод технічного вуглецю», що випускає технічний вуглець для виробництва гуми, Полтавська фабрика «Хімпластмас», Кременчуцьке колективне підприємство «Спектр».
Серед підприємств медичної промисловості добре відомі АТ відкритого типу «Лубнифарм» та ВО «Фармація» в Полтаві.

## Деревообробна промисловість
Деревообробна промисловість області діє на базі 47 підприємств з виробництва деревини та виробів з деревини. В той самий час до целюлозно-паперової, поліграфічної промисловості та видавничої справи належить 120 підприємств.
Лісозаготівельний промисел в області веде державне лісогосподарське об'єднання «Полтаваліс», до складу якого входить 7 держлісгоспів:
- Полтавський
- Гадяцький
- Лубенський
- Кременчуцький
- Пирятинський
- Миргородський
- Новосанжарський

Площа лісів в цих лісгоспах — 149,6 тис. га. Більшу частину вирубок складають санітарні — близько 200 тис. м за рік.
Деревообробна промисловість Полтавщини представлена підприємствами, розташованими в Кременчуці (10) підприємств, Полтаві (18), Лубнах (3), Комсомольську (1), Карлівці (1), Пирятині (2) та інших центрах. Крім меблів підприємства випускають дерев'яну тару. Продукція меблевих підприємств області йде на задоволення місцевих потреб, невелика кількість продукції реалізується в інші райони України.

## Виробництво будівельних матеріалів
Питома вага промисловості будівельних матеріалів в структурі промислового виробництва області становить 2,6 %. В області діє 100 підприємств, які випускають збірні залізобетонні і металеві конструкції, столярні вироби, стінові блоки, облицювальну плитку, нерудні й теплоізоляційні матеріали, легкі заповнювачі та інші будівельні матеріали. Підприємства галузі працюють переважно на місцевій сировині. Всього на Полтавщині відомо понад 120 родовищ будівельних матеріалів. Головні центри виробництва будівельних матеріалів:
- Кременчук
- Полтава
- Лубни
- Миргород
- Горішні Плавні
- Лохвиця
- Гадяч

## Скляна та парцеляно-фаянсова промисловість
Частка скляної і парцеляно-фаянсової промисловості Полтавщини в останні роки значно скоротилася. Зараз в області працює лише 3 підприємства цієї галузі: Полтавське відкрите АТ «Полтавафарфор», Опішнянський завод майолікових виробів «Художній керамік», Лубенська виробничо-торгова фірма «Дзеркало».

## Легка промисловість
В структурі промислового виробництва Полтавської області питома вага продукції підприємств легкої промисловості становить-14 % (2006 р.) і займає 6-те місце після паливної промисловості, харчової промисловості, машинобудування та металообробки, чорної металургії та електроенергетики.
Особливістю територіальної структури легкої промисловості є її нерівномірне розміщення по території області. Понад 2/3 її продукції випускають 3 багатогалузевих центри — Полтава (30 підприємств), Кременчук (41), Комсомольськ (29). Значними осередками легкої індустрії є Лубни, Нові Санжари, Миргород, Кобеляки, які виступають двогалузевими центрами. З інших центрів легкої промисловості найзначніший — Решетилівка, де виробляють понад 30 видів виробів.

## Харчова промисловість
У 2006 році на харчову промисловість припадало 22,5 % товарної продукції промисловості Полтавської області. Галузь представлена м'ясною, молокопереробною, цукровою, хлібопекарською, кондитерською, плодовоовочевоконсервною, спиртовою та лікеро-горілчаною, пивоварною, жироолійною промисловістю, виробництвом безалкогольних напоїв. В області діє 276 підприємств (2006 р.) харчової промисловості (без врахування виробництва у сільськогосподарських підприємствах). За виробництвом продукції харчової індустрії Полтавщина займає 8—9 місце в Україні.
Найважливішою галуззю харчової промисловості Полтавщини є м'ясна промисловість, представлена 7-ма підприємствами (Полтава, Кременчук, Лубни, Миргород, Гадяч, Пирятин, Глобино). В 19 низових адміністративних районах області діють ковбасні цехи. Розміщення підприємств м'ясної промисловості в області склалось під впливом сировинного чинника. На території області є й певні проблеми: західна половина області забезпечена переробними підприємствами м'ясної промисловості гірше, ніж східна, тому із західної частини худоба поступає на переробку в Київ та за межі області.
Цукрова промисловість займає 2-ге місце в структурі харчової промисловості області. У зв'язку з високою матеріаломісткістю виробництва і малою транспортабельністю сировини, цукрові заводи розміщуються в районах бурякосіяння. Найбільші підприємства розташовані в Лохвицькому, Карлівському, Кобеляцькому, Чутівському, Семенівському, Глобинському, Лубенському, Оржицькому та Шишацькому районах.
Кондитерська промисловість області представлена двома кондитерськими фабриками — Кременчуцькою та Полтавською, а також невеликими підприємствами в Кобеляцькому, Семенівському, Полтавському, Чорнухинському та Чутівському районах.
Консервна промисловість області випускає понад 90 найменувань консервів: овочеві натуральні консерви, м'ясні і м'ясорослинні консерви, овочеві закусочні консерви, томат-продукти, плодоягідні соки, сиропи, маринади. Найбільші підприємства галузі розташовані в Полтаві, Миргороді, Шишаках, Хоролі, Глобиному, Зінькові, Нових Санжарах.
Маслоробна і сироварна промисловість об'єднує молокопереробні підприємства та виробничі дільниці по первинній переробці молока. Підприємства з виробництва молокопродуктів розташовані в 22-х районах області, крім Семенівського, Козельщинського та Машівського.
Борошномельна-круп'яна і комбікормова промисловість мають достатню сировинну базу. Основними центрами є Полтава, Кременчук, Миргород, Кобеляки, Пирятин, Лубни. У структурі виробництва продукції галузі провідне місце належить пшеничному борошну (60 %), крупі перловій (21 %), крупі пшеничній, кукурудзяній, вівсяній та манці.
Комбікормові заводи є в кожному адміністративному районі області. Серед них найбільший у Полтаві. Зараз в області виробляється понад 1 млн т комбікормів.
Хлібопекарська промисловість Полтавщини розвивається на базі продукції власної борошномельної промисловості. Розміщення хлібопекарських підприємств зумовлено терміном зберігання продукції, тому їх розташовують в безпосередній близькості до споживача. Підприємства галузі є в усіх адміністративних районах Полтавської області.
Спиртова і лікеро-горілчана промисловість представлена 5-ма підприємствами: Лохвицьким спирткомбінатом, Октябрьським і Вишняківським спиртовими заводами та ЗАТ Полтавським і Кременчуцьким лікеро-горілчаними заводами. Лікеро-горілчані заводи працюють в основному на базі продукції спиртозаводів області. Скляна тара експортується з Київської області.
Пивоваріння і виробництво безалкогольних напоїв в області представлене Полтавським і Кременчуцьким пивоварними заводами, Миргородським заводом мінеральних вод та іншими дрібними підприємствами.
Основна проблема харчової промисловості — впровадження нової ефективної техніки і технології, ширше використання місцевої сировини, зростання випуску готової продукції та розширення її асортименту.